# San Germán (Porto Rico)
San Germán é um município localizado na região sudoeste de Porto Rico, no sul de Mayagüez e Maricao; norte de Lajas, a leste de Hormigueros e Cabo Rojo, e oeste de Sabana Grande. San alemão é distribuídos por 18 alas e Pueblo San Germán (O centro da cidade e do centro administrativo da cidade). É tanto uma cidade principal da Área Metropolitana de San Germán - Cabo Rojo e da Área Metropolitana Combinada de Mayagüez – San Germán – Cabo Rojo.
San Germán é a segunda cidade mais antiga de Porto Rico, depois de San Juan. A ilha de Porto Rico já foi dividido entre os municípios de San Juan e San Germán. O último prorrogado a partir de uma linha de Arecibo, no norte de Ponce, no sul, a oeste com o mar.